# ISO 3166-2:DJ
ISO 3166-2:DJ — стандарт Международной организации по стандартизации, который определяет геокоды. Является подмножеством стандарта ISO 3166-2, относящимся к Джибути.
Стандарт охватывает 5 провинций и 1 город (Джибути). Каждый геокод состоит из двух частей: кода Alpha2 по стандарту ISO 3166-1 для Джибути — DJ и дополнительного кода, записанных через дефис. Дополнительный двухбуквенный код образован созвучно: названию, аббревиатуре названия провинции. Геокоды провинций и города Джибути являются подмножеством кодов домена верхнего уровня — DJ, присвоенного Джибути в соответствии со стандартами ISO 3166-1.

## Геокоды Джибути

Геокоды провинций и города Джибути
по стандарту ISO 3166-2:DJ

Геокоды 5 провинций, 1 столицы административно-территориального деления Джибути.
| Геокод | Административная единица | Статус    |
| ------ | ------------------------ | --------- |
| DJ-AS  | Али Сабье                | провинция |
| DJ-AR  | Арта                     | провинция |
| DJ-DI  | Дихил                    | провинция |
| DJ-DJ  | Джибути                  | город     |
| DJ-OB  | Обок                     | провинция |
| DJ-TA  | Таджурах                 | провинция |

## Геокоды пограничных Джибути государств
- Эритрея — ISO 3166-2:ER (на севере).
- Эфиопия — ISO 3166-2:ET (на западе и юге).
- Сомали — ISO 3166-2:SO (на юго-востоке).